# 红寺堡区
红寺堡区，原名红寺堡开发区，是中華人民共和国宁夏回族自治区吴忠市所属的一个市辖区，是宁夏设立的一个的生态移民扶贫开发区，用于安置自然环境恶劣的宁夏南部山区同心、海原、原州、彭阳、西吉、隆德、泾源7县和中宁县的贫困群众。是全国最大的生态扶贫移民开发区，是国家重点大型水利枢纽工程宁夏扶贫扬黄灌溉工程的主战场。區人民政府駐政府駐金水西街8號。

## 沿革史
今红寺堡区行政区域大部分原属同心县新庄集乡，一部分原属同心县纪家乡。面积分别为970平方公里与583平方公里。
1994年9月，原水利部部长、时任全国政协副主席钱正英率水利专家组来宁夏考察，提出“利用黄河两岸广阔、平坦的干旱荒原，扬黄河之水，建设200万亩灌区，将山区不具备生产、生活条件的100万人口迁往灌区，从根本上解决贫困问题”的构想，投资30亿元，大体建设时间6年。位于同心县新庄集乡的红寺堡地区是实施这一工程的核心区。
1995年6月，宁夏成立扶贫扬黄灌溉工程建设委员会。12月，国务院批准立项宁夏扶贫扬黄灌溉工程。1996年5月，宁夏扶贫扬黄灌溉工程在红寺堡灌区一泵站奠基。
1997年12月，国家计委批准《宁夏扶贫扬黄灌溉一期工程可行性研究报告》。红寺堡原计划开发土地75万亩，搬迁移民40万人。主要搬迁安置宁(夏)南(部)六盘山区海原、西吉、固原、隆德、彭阳、泾源、同心7县贫困户和宁(夏)中(部)中宁县缺水地区的贫困群众，以及政策规定必须退耕、还林（草）的封山育林区和水库淹没区的农户。
1998年3月，红寺堡扬黄工程正式开工。1998年8月，国家正式批准宁夏扶贫扬黄灌溉工程开工建设。1998年9月，宁夏扶贫扬黄灌溉工程在红寺堡灌区开工。黄河水经过三级泵站的逐级提升，引到地势高出几十米的红寺堡。
1998年9月，宁夏回族自治区党委决定：在宁夏回族自治区扶贫扬黄灌溉移民工作领导小组下设红寺堡开发区管理委员会，为自治区政府派出机构，行使县级政府职能。1998年12月，红寺堡开发区管委会临时租用银川审计事务所的房屋（位于银川市解放东街57号）开始办公，并进入红寺堡开发区开展工作；自治区下发《关于成立红寺堡开发区管理委员会有关问题的通知》，明确红寺堡开发区管委会为县级单位。1999年1月，红寺堡开发区管理委员会正式挂牌。1999年13月，管委会由银川迁驻红寺堡开发区双井村办公。
1999年5月，宁夏扶贫扬黄灌溉工程被列为国家重点建设项目。
2000年1月，自治区下达《关于红寺堡镇总体规划的批复》，决定红寺堡镇镇址选在盐兴、滚新公路交会处。当时红寺堡灌区设有由同心县划入的新庄集乡、红崖乡、未经自治区批准设立的大河乡、沙泉乡、沙河乡、买河乡、双井乡、沙井乡、周新乡等（其管理机构称“管委会”）。2000年人口8.05万人。
2001年12月，自治区批复红寺堡开发区设立红寺堡镇和沙泉、买河、大河、白墩4乡。加上此前由同心县划入的新庄集乡、红崖乡，共1镇6乡。截至2002年3月，红寺堡灌区已开发土地15万多亩，安置移民6万多人。
2002年9月，自治区下发《关于红寺堡开发区区域界限的批复》（宁政函[2002]137号），划定红寺堡区域总面积为1774.5平方公里。2002年9月，自治区批准（宁政函[2002]138号）：将同心县石炭沟(扬黄灌溉)开发区（乡级，原属纪家乡北三村）成建制划归红寺堡开发区。
2002年10月，自治区决定（宁政发[2002]93号）：将红寺堡开发区划归地厅级吴忠市管理。 
2003年，自治区党委、政府下发《关于红寺堡扶贫开发区发展思路及管理体制的意见》，调整后规划开发土地40万亩，搬迁移民20万人。
2003年7月，实施乡镇行政区划调整：保留红寺堡镇；撤销红崖乡，并入大河乡；撤销买河乡，并入沙泉乡；撤销新庄集乡、石炭沟开发区，合并设立南川乡，乡政府驻磙磙塘；撤销白墩乡，将二支干以北区域划归红寺堡镇，将二支干以南区域划归新设立的南川乡。因石炭沟开发区所在地距新设立的南川乡驻地较远，实际上维持原建制。
2004年8月，吴忠市在红寺堡开发区东部设立太阳山移民开发区并成立管委会。总面积557平方公里，控制面积328平方公里。
2005年1月，撤销沙泉乡，设立太阳山镇，镇政府驻小泉村。在原沙泉乡驻地沙泉村设太阳山镇沙泉办事处。
截至2005年3月，开发土地34.5万亩，搬迁安置移民16.4万人。
2006年7月，吴忠市将太阳山开发区建设成为煤化工基地、世界“镁都”、中国最大的新能源产业基地，设立太阳山开发区（由太阳山移民开发区更名）管委会，为市政府派出机构，享有市级管理权限；将红寺堡园区、盐池园区、同心园区和吴忠园区合并为一个园区，直接由太阳山开发区管理；将盐池县惠安堡镇惠安堡村的疙瘩、凤凰台、南梁自然村，同心县韦州镇巴庄村、唐坊梁村，红寺堡太阳山镇小泉村移交太阳山开发区代管。此后，太阳山镇政府迁驻柳泉村。
至2008年已形成总面积1999.12平方公里、人口19.4万人（其中回族占57%）的规模。开发区管理委员会驻红寺堡镇。
2009年10月中国国务院批准设立正式的吴忠市红寺堡区，下辖2镇2乡，分别为红寺堡镇、太阳山镇、大河乡、南川乡，区人民政府驻红寺堡镇。现区域面积2767平方公里，累计完成投资43.4亿元，已开发水浇地40万亩，搬迁安置移民19.4万人（此为总人口数）。
2011年11月，自治区批复（宁政函[2011]186号）：设立新民街道办事处，与红寺堡镇合署办公，一套人马，两块牌子；将太阳山镇西部地域（柳泉、沙泉、甜水河等11村）划出，设立柳泉乡，驻柳泉村（即现太阳山镇政府驻地）（太阳山镇辖买河、周新、巴庄等9村）；将南川乡更名为新庄集乡（驻磙磙塘）。已开发水浇地50万亩。

## 人口民族
根據第七次人口普查數據，截至2020年11月1日零時，紅寺堡區常住人口為197604人。

## 自然环境
位于烟筒山、大罗山和牛首山三山之间的盆地地形。地势南高北低，平均海拔1240米－1450米。地处宁夏中部干旱带核心区，年均降水量203毫米，年均蒸发量高达2050毫米。无灌溉的地表或地下水源。灌溉用水由红寺堡固海扩灌三干渠提供，该干渠设计流量为25m3/ｓ，设计灌溉面积75万亩。

## 行政区划
红寺堡区下辖1个街道办事处、2个镇、3个乡：
新民街道、红寺堡镇、太阳山镇、大河乡、新庄集乡、柳泉乡和红寺堡工业园区管委会。